# Phora aterrima
Phora aterrima är en tvåvingeart som först beskrevs av Fabricius 1794.  Phora aterrima ingår i släktet Phora och familjen puckelflugor.
Artens utbredningsområde är New York. Inga underarter finns listade i Catalogue of Life.